# IX Congresso Olimpico
Il IX Congresso Olimpico venne organizzato dal Comitato Olimpico Internazionale dal 25 al 30 maggio 1930 a Berlino, in Germania.

## Sviluppo
Il rapporto tra il CIO e le federazioni sportive internazionali visse un momento critico dopo i Giochi della IX Olimpiade di Amsterdam del 1928, a causa di alcune controversie relative al concetto di "dilettante", tematica già affrontata nei precedenti Congressi Olimpici; in particolare l'indennità di spesa praticata dalla Fédération Internationale de Football Association (FIFA), il massimo organo calcistico, ai calciatori olimpici che dovevano pagare degli assegni di mantenimento fece sì che si dovette tornare a discutere del tema. Il nuovo incontro ufficiale fu ospitato dalla capitale tedesca, nell'Herrenhaus, mentre la cerimonia di apertura si tenne nell'Aula Magna della Friedrich-Wilhelms Universität; alle discussioni parteciparono 125 delegati provenienti da 34 nazioni, con 31 membri del CIO presenti e 41 rappresentanti delle federazioni sportive.
Il tema centrale del Congresso, organizzato da Hans von Tschammer und Osten e presieduto dal Presidente del CIO Henri de Baillet-Latour, furono le "modifiche al regolamento olimpico"; agli incontri di Berlino partecipò anche il Presidente del Reich tedesco. Furono formati tre diversi gruppi di lavoro, uno relativo alla questione del dilettantismo presieduto da Theodor Lewald, uno sul programma olimpico guidato da Sigfrid Edström e uno incentrato sulla costruzione degli impianti sportivi, diretto da Reginald Kentish.
Come risultati dei dibattiti, si decise di redigere nuove regole procedurali relative ai futuri Giochi olimpici; vennero poi affrontate anche alcune questioni organizzative e si discusse anche nuovamente del programma sportivo olimpico, riducendo tra le altre cose il numero di partecipanti alle singole gare e proponendo per la prima volta la pallamano e la pallacanestro come sport olimpici. Fu ancora discussa la partecipazione alle Olimpiadi delle donne, senza arrivare nuovamente a precise conclusioni.
Per quanto riguarda la controversia posta in essere dalla FIFA, il Congresso confermò le decisioni del VIII Congresso Olimpico del 1925, che vietava il pagamento delle indennità di mora in qualsiasi caso; lo scontro convinse la FIFA a inaugurare un proprio torneo aperto anche ai professionisti, la Coppa del Mondo FIFA. Si decise poi creare un Consiglio Permanente dei Delegati delle Federazioni Olimpiche Internazionali, una delegazione affiliata al CIO, per affidare maggiori responsabilità alle federazioni per quanto riguarda gli aspetti tecnici dei Giochi Olimpici, mentre viceversa il Comitato Olimpico Internazionale si sarebbe dovuto occupare di questioni politiche, filosofiche ed organizzative.
Il Congresso fu di particolare importanza per Berlino e per il Reich, dal momento che la capitale tedesca aveva ufficializzato la propria candidatura per ospitare le Olimpiadi estive del 1936; tra le attività accessorie degli incontri vi furono escursioni, visite all'opera, ricevimenti e numerose cene di gala. La buona impressione fatta ai membri del CIO contribuì nel 1931 ad assegnare i Giochi della XI Olimpiade alla Germania.